# Країна ФМ
Країна ФМ (колишні назви «Gala Radio» і «Радіо ЄС») — україномовна українська радіостанція, веде мовлення в 27 містах та онлайн. З 2001 року стала мережевою станцією, розпочавши мовлення у багатьох регіонах України. Під поточною назвою розпочала мовлення 9 листопада 2016 року.

## Програми
- «Антисуржик» — короткі програми для тих, хто часто послуговується суржиком і не знає правильних відповідників російських висловів в українській мові[2][3].
- «Головні новини країни» — щогодинні випуски новин по буднях із 7.00 до 20.00.
- «Погода країни» — прогноз погоди з Наталкою Діденко по буднях з 7:00 до 12:00 та з 17:00 до 20:00 і в суботу з 7:00 до 12:00.
- «Країна мрій» — мистецька програма з Олегом Скрипкою. В ефірі щоп'ятниці о 19:00. Музикант запрошує у студію своїх колег, ведуться щирі розмови про творчість та життя, а також наживо звучить музика від гостей програми.
- «Дрімайко. Зіркові колискові» — вечірня дитяча програма із казкарем Сашком Лірником. Щодня о 20:30.
- «Хвиля країни» — хіт-парад найкращої україномовної музики. Кращих визначають у 8 номінаціях за різними жанрами (поп, рок, денс, дует, дебют, чоловіче/жіноче виконання, гумористичний трек). В ефірі у суботу о 15:00 і у неділю об 11:00. Ведучі Максим Мішурський та Анастасія Передрій.
- «Футбольна країна» — футбольний проєкт з віце-президентом «Динамо» (Київ) Олексієм Семененком.
- «Бізнес-середа» — спеціальний бізнес-день, де щогодини фахівці розповідають про актуальні економічні теми. Цього дня звучать такі рубрики: «Мова грошей» з головним редактором журналу «Гроші» Олександром Крамаренком; «Життя у прозорих умовах» з фахівцями системи електронних закупівель Prozorro; «Економічний дайджест» із головним редактором інтернет-видання «Економічна правда» Дмитром Дєнковим.
- «Ритмотека» — танцювальне шоу Дід'j Панаса.
- «Ф1» — програма про найпрестижнішу подію у світі автоспорту — королівські перегони ФОРМУЛИ 1. Щопонеділка з 17:00 до 18:00 та у вівторок з 12:00 до 13:00. Ведучі — Макс Подзігун та Роман Гончаров.
- «Мистецька країна» — артмайданчик з Ольгою Кучерук.
- «Слава України» — проєкт Данила Яневського, який розповідає про тих українців, які прославляли Україну на весь світ. Проєкт виготовляється спільними зусиллями ютуб-каналу skrypin.ua та Країни ФМ.
- Рандеву
- Cognita Incognita
- Слухоманія
- Відголос країни
- Топ-10 важка ділянка
- Бізнес серда
- Зірковий четвер
- Час розваг

## Ведучі
- Віктор Дібров
- Сашко Лірник
- Наталка Діденко
- Яніна Соколова
- Тимур Філоненко
- Вадим Карп'як
- Анна Заклецька
- Віктор Дібров
- Олександр Крамаренко
- Роман Давидов
- Марієтта Вейс
- Олександр Шадров

### Колишні ведучі
- Ольга Кучерук
- Олексій Семененко
- Тоня Матвієнко
- Олег Скрипка
- Анастасія Передрій
- Максим Мішурський
- Макс Подзігун
- Роман Гончаров
- Данило Яневський
- Макс Назаров

## Мовлення

### Міста і частоти
- Київ — 100.0 FM

- Бахмутівка — 96.2 FM
- Бердянськ — 90.9 FM
- Біла Церква — 107.2 FM
- Вінниця — 103.2 FM
- Вознесенськ — 106.9 FM
- Дніпро — 106.4 FM
- Жашків — 105.9 FM
- Запоріжжя — 100.3 FM
- Краматорськ — 99.0 FM
- Кривий Ріг — 100.2 FM
- Кропивницький — 100.5 FM
- Лубни — 107.6 FM
- Луганськ — 106.5 FM
- Львів — 101.3 FM
- Маріуполь — 107.8 FM
- Мелітополь — 99.6 FM
- Миколаїв — 98.8 FM
- Нікополь — 99.9 FM
- Одеса — 91.0 FM
- Павлоград — 100.2 FM
- Полтава — 98.7 FM
- Прилуки — 104.8 FM
- Сімферополь — 107.8 FM
- Суми — 100.8 FM
- Ужгород — 102.4 FM
- Умань — 104.9 FM
- Харків — 107.4 FM
- Хмельницький — 100.1 FM
- Черкаси — 90.6 FM

### Нереалізовані плани через окупацію
Міста в яких мовлення не розпочалось через окупацію
- Донецьк — 107.2 FM

### Сторінки в соцмережах
- Країна ФМ у соцмережі «Facebook»
- Країна ФМ  у соцмережі «Instagram»

### Інші посилання
- (другий) потік в якості MP3 128k [1]

1. ↑  Архівована копія. Архів оригіналу за 19 лютого 2017. Процитовано 30 грудня 2016.{{cite web}}:  Обслуговування CS1: Сторінки з текстом «archived copy» як значення параметру title (посилання)